# Hausmannsturm (Bad Frankenhausen)
Der Hausmannsturm ist eine hochmittelalterliche Befestigung auf einem winzigen Bergsporn oberhalb der Stadt Bad Frankenhausen am Südrand des Kyffhäuser im Thüringer Kyffhäuserkreis. Die Burg ist ein geschütztes Baudenkmal, dessen Gelände touristisch genutzt wird.

## Lage
Die Spornburg befindet sich an der nordöstlichen Ecke der mittelalterlichen Stadtbefestigung und nur etwa 400 Meter vom Zentrum der einstigen Salzgewinnungsanlagen (Nappenplatz) entfernt. Oberhalb der Burg, auf dem angrenzenden Schlachtberg, fand 1525 die Entscheidungsschlacht im Deutschen Bauernkrieg zwischen den vereinigten Thüringischen Bauernhaufen und dem Fürstenheer statt.

## Geschichte

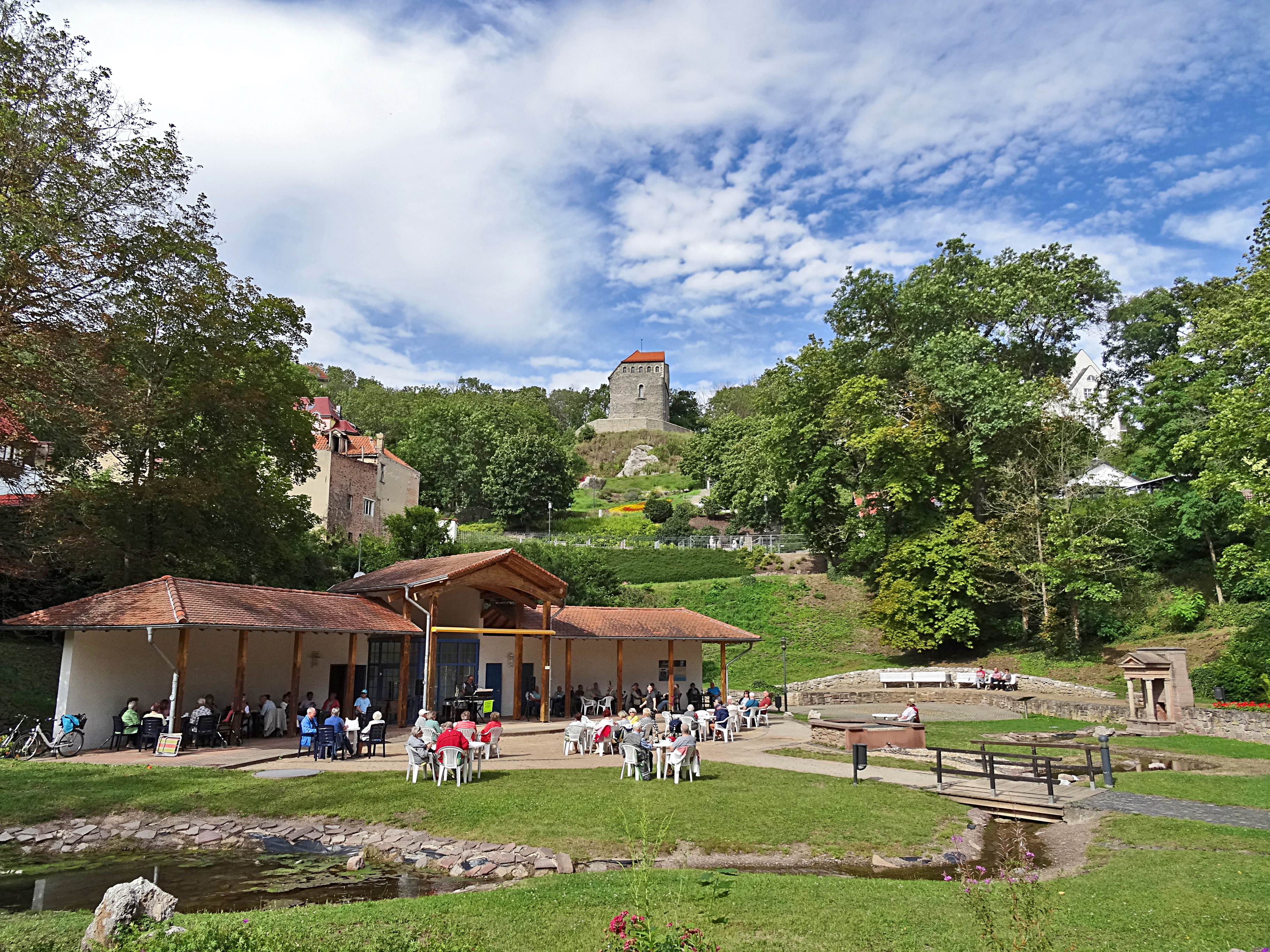
Blick vom Quellgrund zum Hausmannsturm

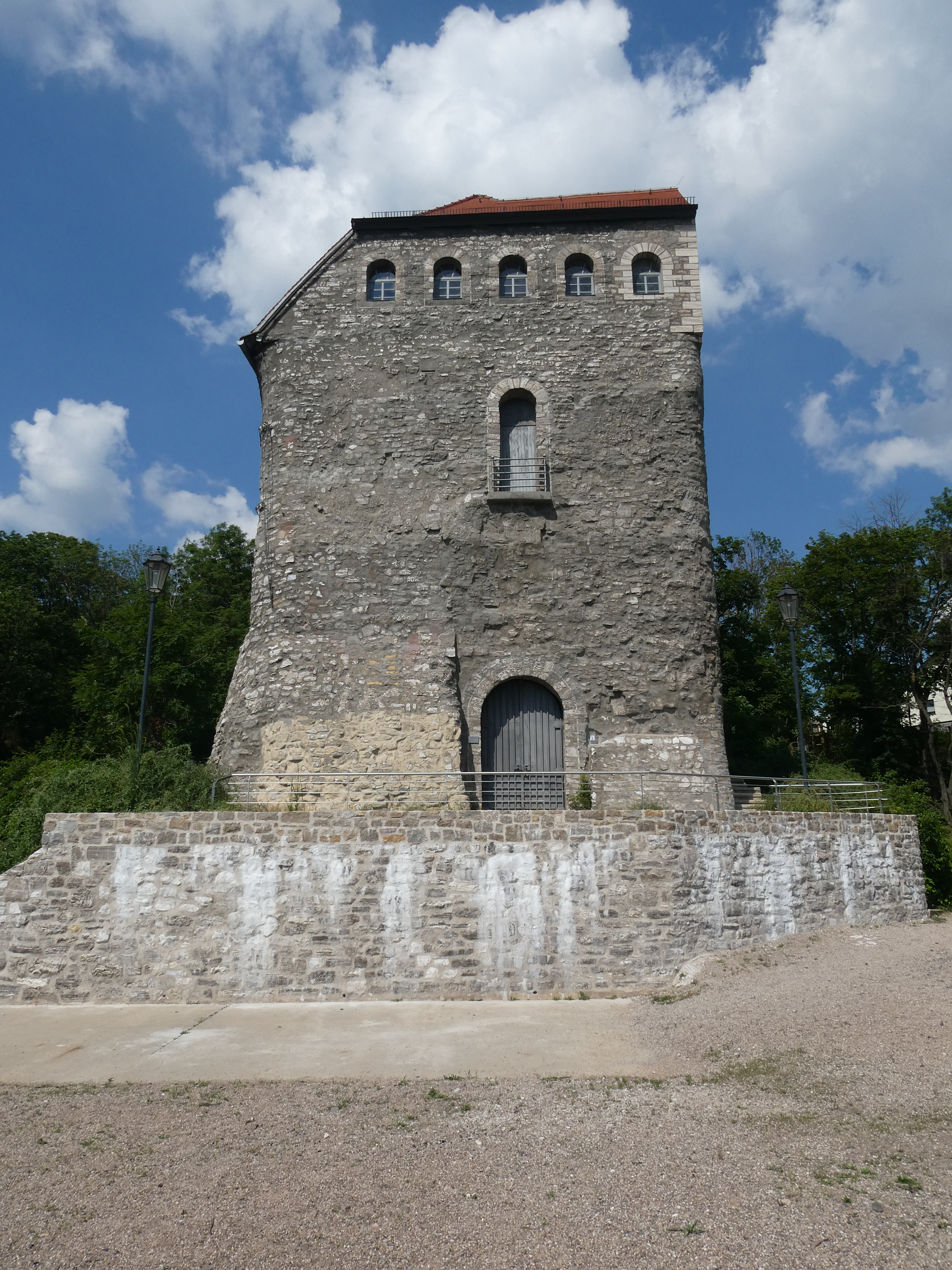
Vorderansicht

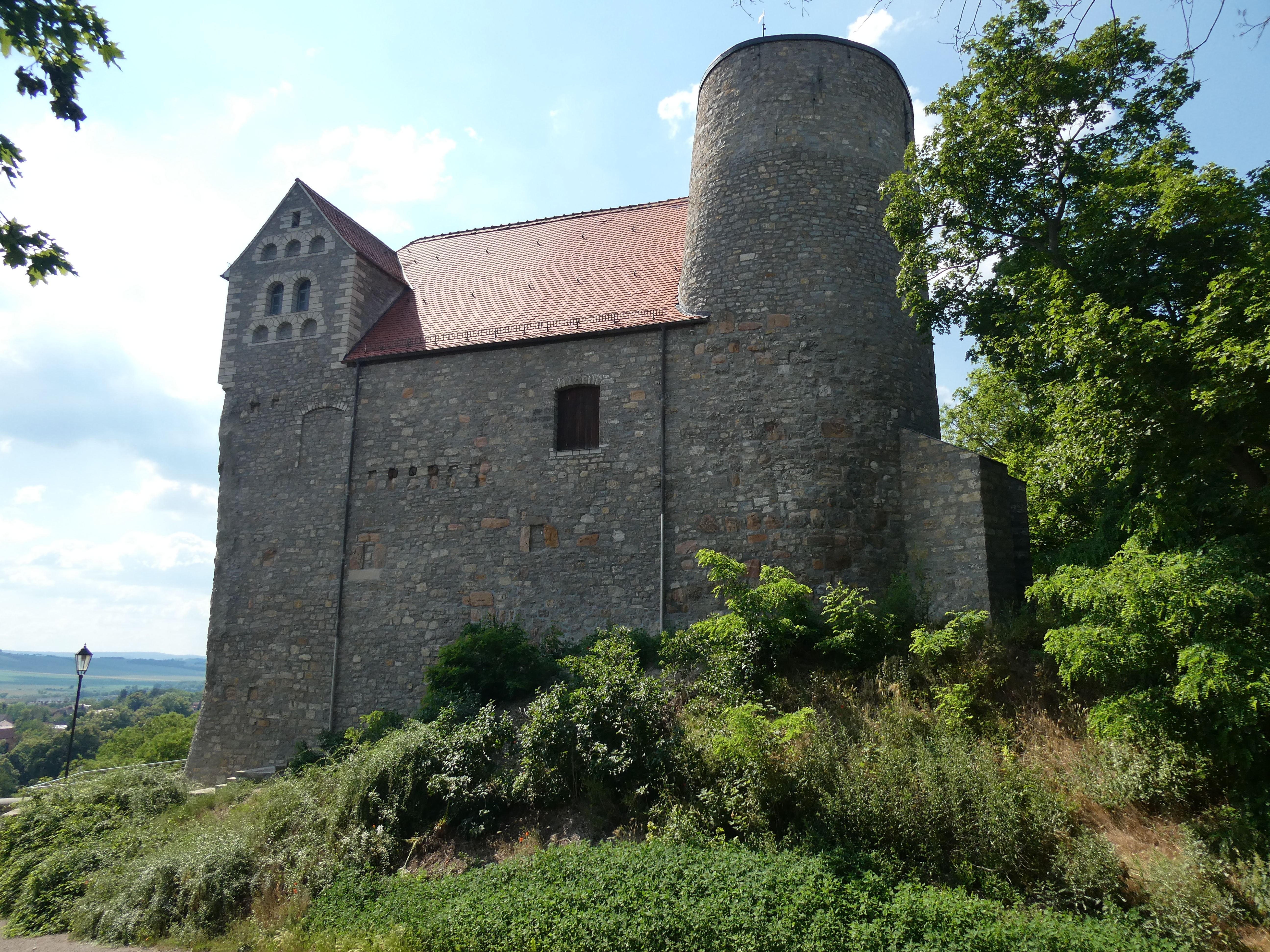
Seitenansicht

Bereits weit vor der Stadterhebung, die ab 1219 durch eine erste Nennung Frankenhausens als Oppidum anzusetzen wäre, entstand an dem strategisch bedeutsamen Ort in unmittelbarer Nähe der Salzgewinnungsstätte eine erste Burganlage der Grafen von Rothenburg. Sie wurde 998 als „Frankenhaus“ bezeichnet und muss bedeutend gewesen sein, da der heutige Ortsname davon abgeleitet scheint. Die Befestigung wird 1340 dann als Besitz der Grafen von Schwarzburg „Haus“, 1381 als „Oberburg“ und 1592 als „Alte Burg“ bezeichnet. Den heutigen Namen Hausmannsturm erhielt sie erst nach 1550, als in der militärisch bedeutungslos gewordenen Anlage eine Art Wohnsitz für die Brand- und Stadtwächter eingerichtet werden konnte. Derartige Unterkünfte nannte man in zeitgenössischen Quellen Hausmannsturm. Als Eigentümer der Burg verpfändeten die Grafen von Schwarzburg diese Anlage häufig, was durch die um 1380 in der Unterstadt entstandene zweite Burganlage am Ort des heutigen Schlosses möglich geworden war.
Auf der Grundlage eines Vertrages über eine 30-jährige Nutzung wurde der Hausmannsturm 1909 dem Allgemeinen Deutschen Burschenbund (ADB) übergeben. In den folgenden Jahren renovierte dieser die Anlage. Alljährlich zu Pfingsten veranstaltete der ADB seinen Bundestag in Frankenhausen, bei dem der Hausmannsturm im Mittelpunkt des Geschehens stand. Der Hausmannsturm wurde auch als Logo verwendet. Initiator der Treffen war der Gründer des ADB Konrad Küster. Ein großzügig angelegter Festplatz von 20 × 30 m mit Mauereinfassung wurde geschaffen. Durch eine außenliegende Freitreppe und ein Säulentor konnte der Innenraum erreicht werden in dem eine Ehrenhalle (6,45 × 12,00 m und 6 m hoch) für die im Ersten Weltkrieg gefallenen Verbandsangehörigen eingerichtet wurde.
Nach dem Machtantritt der Nationalsozialisten wurde der ADB 1934 mit der bereits gleichgeschalteten DB zwangsfusioniert und mit dieser 1935 aufgelöst.
Der Hausmannsturm wurde von der Waffen-SS übernommen und als Warenlager genutzt, das am 11. April 1945 zur Plünderung freigegeben wurde. Danach erfolgte der Verschluss sämtlicher Zugänge. 1953 erfuhr das Gebäude kleinere Reparaturen sowie die Einrichtung einer Gedenkstätte zu Ehren des Bauernkrieges. Trotzdem zerfiel das Gebäude zusehends. Ab 1980 übernahm ein Verein MSC Bad Frankenhausen die Instandsetzung des Turmes, sodass er sich 2005 in einem sehr guten Zustand präsentierte.

## Beschreibung

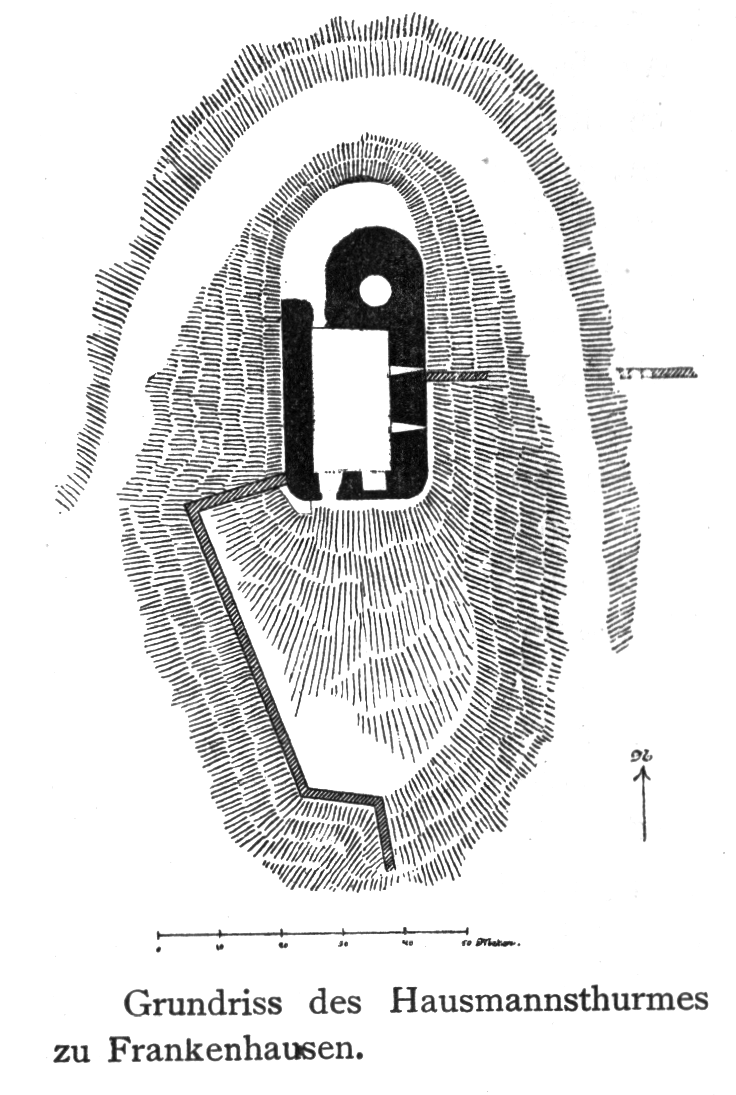
Übersichtsplan

Die Burg besteht aus einem massiven Rundturm mit einem Durchmesser von neun Metern und einer Mauerstärke bis zu drei Metern sowie dem südlich angefügten turmartigen Wohnbau, der mit 12 mal 17 Metern Grundfläche nur wenig Platz bot. Die vorhandene Anlage war noch von einer Ringmauer umgeben und nahtlos mit der Stadtmauer verbunden. Sie datiert somit in deren Erbauungszeit nach 1210. Urkundlich belegte Zeugnisse eines Vorgängerbaues konnten bisher nicht durch Baubefunde nachgewiesen werden. Die Burgstelle befindet sich auf einer kleinen Anhöhe, die an drei Seiten durch den in das weiche Gipsgestein eingetieften Graben gesichert wurde. Der einzige Zugang erfolgte über eine Leiter in eine erhöht angelegte Pforte. Ein später angelegter geheimer Fluchtgang ermöglichte der Burgbesatzung das unbemerkte Entweichen. Der unmittelbar unterhalb der Burg befindliche Stadtteil wurde als „Alte Burg“ bezeichnet. Dort ist der Wohnsitz der Burgmannen und der Ort der erforderlichen Wirtschaftsbauten zu vermuten.

### Älteste Darstellung bei Merian
Die Stadtansicht von Matthäus Merian aus dem Jahr 1650 lässt darauf schließen, dass noch eine Instandsetzung der alten Burg erfolgt war. Ihr Palas war in Richtung Süden mit einem Stufengiebel und einem Steildach versehen, in dem mehrere Gauben oder Erker eingefügt waren. Der dargestellte Bergfried war ein zylindrischer Bau mit einer achteckigen Turmhaube und sechs äußeren Türmchen. Daraus aufsteigende sechs Stützen tragen die obere Turmhaube mit der Spitze und dem krönenden Turmknopf. Zwischen beiden Hauben war die Stundenglocke angebracht.

### Darstellung bei Bleichrodt
Um 1800 entstand eine Mappe mit Stadtansichten von Frankenhausen durch die Künstlerfamilie Bleichrodt. Darunter finden sich auch mehrere detaillierte Ansichten des Hausmannsturmes, die weitere Rückschlüsse auf die Baugeschichte ermöglichen. Aus der Stadtchronik ist bekannt, dass die durch Stadtbrände zuletzt 1759 wirtschaftlich geschwächte Stadt die Erhaltungsarbeiten an dem auch von Sturm- und Witterungsschäden betroffenen Hausmannsturm vernachlässigen musste.

## Sonstiges
Als Wahrzeichen der Stadt wurde der Hausmannsturm 1998 auf einer Sonderbriefmarke zum Stadtjubiläum 1000 Jahre Bad Frankenhausen in seinem heutigen Erscheinungsbild dargestellt.